# Aurora Cáceres Moreno
Zoila Aurora Cáceres Moreno (Lima, 29 de marzo de 1877 - Madrid, 14 de febrero de 1958) fue una periodista, escritora, ensayista, política y activista feminista peruana. En sus primeros escritos se dio a conocer con el seudónimo de "Evangelina". Como escritora firmó habitualmente con su segundo nombre, Aurora.
Comprometida por la lucha por los derechos de las mujeres y luchadora social, en 1919 se vinculó con la protesta de las proletarias y en 1930 pidió al comandante Luis Miguel Sánchez Cerro el voto para la mujer en Perú. En 1924 había creado la organización Feminismo Peruano. En 1909 fue fundadora también de la Unión Literaria de Países Latinoamericanos. Entre sus obras más reconocidas se encuentra la novela La rosa muerta (1914) estudiada por su conexión con el modernismo literario.

## Biografía
Aurora Cáceres nació en una familia prominente de Perú. Sus padres fueron el mariscal Andrés Avelino Cáceres, líder del ejército peruano durante la Guerra del Pacífico (1879-1884) y presidente en dos ocasiones (1886-1890) y (1894-1895); y Antonia Moreno Leyva. Tuvo dos hermanas: Lucila Hortensia (1869-siglo XX) y Rosa Amelia (1876-1889). 
De niña vivió la guerra del Pacífico entre Chile y Perú. En 1891 siguiendo la carrera diplomática de su padre se trasladaron a Inglaterra y Francia. En 1895 se trasladó con la familia a Argentina tras el golpe de Estado en Perú de Nicolás de Piérola. En esta etapa empieza a participar activamente en el mundo intelectual de Buenos Aires, escribiendo artículos para diversos periódicos entre ellos el Búcaro Americano donde publicaron autores como Ricardo Palma, Amado Nervo, Rubén Darío o Leopoldo Lugones y La Filosofía Positiva fundado por sus compatriotas Clorinda Matto de Turner y Margarita Práxedes Muñoz también exiliadas. En 1896 publica La emancipación de la mujer en Búcaro Americano.  Cinco años después de Buenos Aires regresó a Europa. Estudió alemán en Berlín y en 1902 se graduó en la Escuela de Altos Estudios de La Sorbona en París con la tesis "Feminismo en Berlín".
En 1905 de regreso a Lima fundó el Centro Social de Señoras para promover la educación de la mujer.   
En la capital francesa conoció al que sería su esposo, el novelista, periodista, diplomático y bohemio guatemalteco Enrique Gómez Carrillo quien era ya el escritor latinoamericano de mayor visibilidad en París y una de las figuras centrales del Modernismo. En ese momento Aurora colabora ya también en varios medios europeos, entre ellos los medios españoles ABC y la revista Blanco y Negro. Ambos frecuentaron los mismos circuitos intelectuales en Latinoamérica y Europa, de hecho ambos colaboraron en El Liberal. 
La relación comienza en 1902 de manera epistolar. El director de El Liberal le indique que envíe sus artículos al delegado en París que es Enrique Gómez Carrillo. Cuatro años después se conocen personalmente en París y se casan tres meses de conocerse en marzo de 1906. Rubén Darío y Víctor Margueritte son dos testigos de la boda. Su matrimonio con Gómez Carrillo apenas duró desde junio de 1906 hasta abril de 1907.  En la autobiografía Mi vida con Enrique Gómez Carrillo (1929) detalla su experiencia amorosa y textual con el escritor guatemalteco, los pormenores de su relación y sus altibajos. El diario se escribe en el día a día de la relación pero se publica tras la muerte de Gómez Carrillo.
Cáceres logró cultivar y mantener los vínculos de amistades y relaciones intelectuales por mérito propio. Sus obras fueron prologadas por autores como Rubén Darío y Amado Nervo. En 1909 en París fundó la Unión Literaria de los Países Latinos para la propaganda y defensa de los intereses literarios latinoamericanos con sedes en Buenos Aires, Madrid y París con la perspectiva de crear puentes entre el europeísmo y el andinismo. Logró el apoyo de importantes organismos europeos incluidos miembros de la realeza española.
En 1924 fundó el movimiento Feminismo Peruano que luchaba por el derecho de ciudadanía de las mujeres, derecho a sufragio y la reforma del código civil de 1851 en que algunos artículos sometían a las mujeres a la potestad de los esposos. 
En 1930 cuando Luis Miguel Sánchez Cerro derrocó a Leguía, Aurora Cáceres volvió a Lima y reactivó su organización Feminismo Peruano pero adjunto las iniciales de su nombre Z.A.C ya que no aceptaron su presidencia vitalicia. A las reivindicaciones de la organización se sumó la exigencia de igual salario de hombres y mujeres al desempeñar el mismo trabajo.
Su organización repartió volantes en Lima donde se exigía el voto de la mujer. 
El 29 de noviembre de 1930, convocadas las elecciones para Asamblea Constituyente, dirigió una carta abierta al comandante Luis M. Sánchez Cerro, entonces presidente de la Junta de Gobierno, en que pedía que éste reconociera el derecho de la mujer a elegir y ser elegida.
En los años de la II Guerra Mundial,  Aurora Cáceres fundo la organización antifascista "Acción Femenina".
En 1931 solicitó a la junta de Gobierno, cuyo presidente era David Samanez Ocampo, concediera el derecho al sufragio femenino, a través de un documento que fue derivado al Ministerio de Gobierno.
En 1930 asesoró para la creación del primer Sindicato de Costureras del Estado y en 1931 a las trabajadoras de la Compañía Peruana de Teléfonos en la elaboración del pliego de reclamos y su huelga.
La autora fue más feliz con sus libros que en el ámbito social de París donde comenzó a publicar obras de diversa índole cuando era la primera esposa del escritor guatemalteco Enrique Gómez Carrillo. De aquella época hay dos novelas, La rosa muerta y Las perlas de la rosa, la primera con temática cosmopolita, la segunda andina. Es decir, cultivaba el modernismo literario y el indigenismo. Representan los dos lados culturales en esta escritora transatlántica, no siempre armoniosos entre sí. Más tarde se interesó por la filosofía de Miguel de Unamuno, el catolicismo, y el sufragismo. En un momento emotivo, apareció ante el senado peruano para protestar por una nueva propuesta de ley que permitiría la libertad de cultos en el Perú.

## Modernismo con perspectiva de género
La tradición modernista y su crítica históricamente ha desestimado la presencia de mujeres escritoras en el movimiento por el que el nombre y la obra de Aurora Cáceres quedan invisibilizados. Estudios y trabajos en el siglo XXI reivindican el nombre de Aurora Cáceres junto al de otras escritoras como Delmira Agustini, Gabriela Mistral o Alfonsina Storni que se adhirieron a la estética modernista en su obra. En 1914 con su novela La rosa muerta publicada París se consagra como referencia en el nuevo movimiento literario hispanoamericano.
Aurora Cáceres busca constantemente presentarse como escritora y profesional en un espacio y tiempo (el del Modernismo) que se define no sólo por aspectos estéticos sino también de acuerdo a modos específicos de sociabilidad, de los cuales era frecuentemente excluida. El contenido de Mi vida con Enrique Gómez Carrillo es revalorizado como un texto a partir del cual repensar el mapa intelectual del Modernismo desde una perspectiva de género señala la investigadora Vanesa Miseres.

### La rosa muerta
Su novela La rosa muerta publicada en París en 1914 y reeditada en Estados Unidos de Norteamérica por Stockcero en 2007 comparte abundantes características formales con la prosa modernista pero desafía los parámetros ideológicos del movimiento. 
«Si bien su protagonista se amolda al precepto de ser mujer como sujeto de la veneración masculina, se la ve tomar control activo de su vida sexual, algo inusual en un mundo donde los maridos todavía trataban a sus mujeres como objetos. Los «objetos» en esta novela no son las personas sino ciertas «cosas» «implementos de comunicación y medicina« que evidencian el apogeo de la era industrial. La acción transcurre entre Berlín y París, lugares emblemáticos para los modernistas, pero las relaciones hombre-mujer presentadas implican un ensanchamiento del paradigma. Los hombres en este relato no son esposos de quienes las esposas huyen, sino son doctores, hombres de ciencia liberados de las actitudes chauvinistas masculinas. Así la protagonista de La rosa muerta se prenda de uno de sus ginecólogos, dando lugar a escenas en una clínica parisina que habrán sido consideradas escandalosas para los lectores de 1914, y quizás para algunos de hoy.» señala Thomas Ward autor de las notas y comentarios de la edición de 2007.

## Obras
- Angelina, Eva. “La emancipación de la mujer”. El Búcaro Americano 1.6/1.7 (15 de mayo; 1 de junio de 1896): 117-118, 127–30.
- ——.Oasis de arte. Prólogo de Rubén Darío. París: Garnier Hermanos, ¿1910? ¿1911?
- ——. Mujeres de ayer y hoy. París: Garnier Hermanos, 1909
- Cáceres, Aurora. La rosa muerta" y Las perlas de Rosa. Prólogo de Amado Nervo. Paris: Garnier Hermanos, 1914.
- Cáceres, Zoila Aurora & Andrés Avelino Cáceres. La campaña de la Breña, memorias del mariscal del Perú, D. Andrés A. Cáceres. Lima, Imp. Americana, 1921.
- Cáceres, Z. Aurora (Evangelina). La ciudad del sol. Prólogo de Enrique Gómez Carrillo. Lima: Librería Francesa Científica/Casa Editorial F. Rosay, 1927.
- Cáceres, [Zoila] Aurora (Evangelina). Mi vida con Enrique Gómez Carrillo. Madrid: Renacimiento, 1929.
- Cáceres, Zoila Aurora. La princesa Suma Tica (narraciones peruanas). Madrid: Editorial Mundo Latino, 1929.
- ——.Labor de armonía interamericana en los Estados Unidos de Norteamérica, 1940–1945. Washington, 1946.
- ——.Epistolario relativo a Miguel de Unamuno. En Unamuno y el Perú. Ed. Wilfredo Kapsoli. Lima/Salamanca: Universidad Ricardo Palma/ Universidad de Salamanca, 2002. 25-32